# Richard Feetham

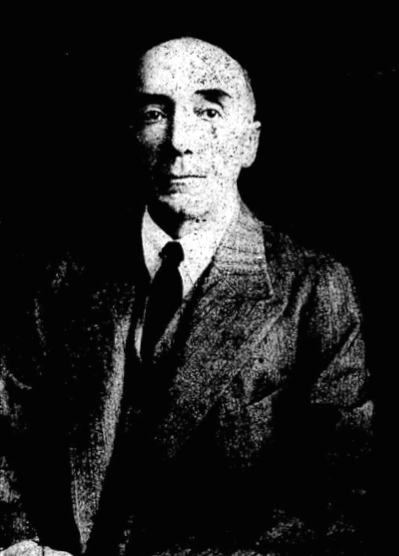
Richard Feetham

Richard Feetham (* 22. November 1874 in Penrhos, Monmouthshire; † 5. November 1965 in Pietermaritzburg) war ein britischer Richter sowie Politiker und Hochschulkanzler in Südafrika.

## Leben
nach: 
Nach seinem Schulabschluss an der Ashampstead preparatory school studierte Richard Feetham am Marlborough College und New College in Oxford. Im Anschluss studierte er Rechtswissenschaften am Lincoln’s Inn. 1899 erhielt er seine Zulassung als Anwalt. Während des Zweiten Burenkriegs meldete er sich freiwillig für den Dienst bei den Inns of Court Rifles.
Feetham wurde im Oktober 1902 zum Stellvertreter Lionel Curtis’, dem  Chef der Stadtverwaltung von Johannesburg, ernannt. Mit Curtis war er bereits seit seiner Studentenzeit am New College befreundet. Feetham übernahm Curtis’ Amt im April 1903, als dieser als Assistent Colonial Secretary in die Kolonialverwaltung wechselte. Zwei Jahre später verließ Feetham den Stadtrat und erhielt seine Zulassung als Anwalt in Südafrika. Von nun an fungierte er als juristischer Berater von Lord Selborne, des Hochkommissars in Südafrika; zuerst von 1907 bis 1910, und dann wieder von 1912 bis 1923.
Seine politische Karriere begann Feetham im Jahr 1907 als Mitglied des Transvaal Legislative Council, dem gesetzgebenden Gremium von Transvaal (1907–1910). Im Jahr 1915 wurde er als Kandidat des Parktown-Wahlkreises in Johannesburg ins Union House of Assembly gewählt; später wurde er Mitglied der South African Party. Während des Ersten Weltkriegs wurde Feetham dem South African Cape Corps zugeteilt und diente von 1916 bis 1918 in Ostafrika und kurz in Ägypten.
1923 gab Feetham seinen Sitz im Parlament zurück, um einer Berufung zum Kronanwalt an den obersten Gerichtshof der Südafrikanischen Union in der Provinz Transvaal zu folgen. 1930 wurde er zum Obersten Richter der Provinz Natal und 1939 zum Richter am obersten Berufungsgericht in Bloemfontein ernannt.
Im Jahr 1938 wurde Feetham zum Vize-Kanzler und 1949 zum Kanzler (Chancellor) der Johannesburger University of the Witwatersrand gewählt. Sein juristischer Sachverstand wurde geschätzt und bescherte ihm den Vorsitz in verschiedenen Kommissionen sowohl in Südafrika als auch im Ausland, darunter den Vorsitz im Southborough Ausschuss für konstitutionelle Reform in Indien (1918–1919), in der Irish Boundary Commission(1924–1925), der Kenya Local Government Commission (1926), der Shanghai Municipal Council Commission  (1930–1931), der Transvaal Asiatic Land Tenure Commission (1932–1935) und der Witwatersrand Land Titles Commission (1946–1949).
Richard Feetham gehörte zu den Männern von Milner’s Kindergarten.
Zwei seiner Brüder machten ebenfalls im Ausland Karriere: William Crawley Feetham wurde Vikar in Südafrika und John Oliver Feetham (1873–1947) wurde Bischof im australischen Queensland.

## Veröffentlichungen
- Feetham, Richard: Report to the Shanghai Municipal Council, Shanghai: North-China Daily News and Herald, 1931.
- Great Britain, Francis John Stephens Hopwood Southborough, Richard Feetham, Frederic John Napier Thesiger Chelmsford, William Henry Hoare Vincent, and C. Sankaran Nair: East India (Constitutional Reforms: Lord Southborough's Committees), London: H.M. Stationery Off, 1919.
- Feetham, Richard: Political Apartheid and the Entrenched Clauses of the South Africa Act; Dr. Malan's "Historical Facts." [Durban]: Defenders of the Constitution, 1953.
- Feetham, Richard: The High Court of Parliament Act and the Rule of Law Durban: Defenders of the Constitution, 1953. Print.